# Дренок (Струга)
Дренок (мкд. Дренок) је насеље у Северној Македонији, у западном делу државе. Дренок припада општини Струга.

## Географија
Насеље Дренок је смештено у крајње западном делу Северне Македоније, близу државне границе са Албанијом (1 km западно од насеља). Од најближег града, Струге, насеље је удаљено 35 km северно.
Дренок се налази у историјској области Дримкол, која обухвата горњи ток Црног Дрима, док се понекад сматра делом области Голо брдо. Насеље је смештено високо, на североисточним висовима планине Јабланица. Источно се тло спушта у клисуру Црног Дрима. Надморска висина насеља је приближно 1.070 m.
Клима у насељу је планинска.

## Историја
У месту је између 1868-1876. године радила српска народна школа.

## Становништво
Дренок је према последњем попису из 2002. године имао 2 становника.
Претежно становништво у насељу су етнички Македонци (100%).
Већинска вероисповест је православље.